# Stazione di Villa Claudia
Stazione di Villa Claudia vasútállomás Olaszországban, Anzio településen.

## Vasútvonalak
Az állomást az alábbi vasútvonalak érintik:
- Albano–Nettuno-vasútvonal

## Kapcsolódó állomások
A vasútállomáshoz az alábbi állomások vannak a legközelebb:
- Stazione di Marechiaro (Stazione di Nettuno, FL8)
- Stazione di Lido di Lavinio (Stazione di Roma Termini, FL8)